# Emanuele Filiberto, vojvoda Pistoie
Emanuele Filiberto, vojvoda Pistoie, italijanski general, * 1895, † 1990.